# Identidade (matemática)
Em matemática, o termo identidade tem vários significados diferentes e importantes.
- Identidade pode referir-se a uma igualdade que permanece verdadeira quaisquer que sejam os valores das variáveis que nela apareçam, ao contrário de uma equação, que pode ser verdadeira apenas sob condições mais particulares.

São exemplos bastante estudados as identidades trigonométricas, tais como {\displaystyle {\mbox{sen}}^{2}x+\cos ^{2}x=1}, que vale para todo número real {\displaystyle x}, ou também
sen (a+b) = sen a cos b + sen b cos a,
que é verdadeira, quaisquer que sejam os números a e b. Por outro lado, a igualdade {\displaystyle \cos x=0} é verdadeira para muitos valores de {\displaystyle x}, mas não todos. Logo, trata-se de uma equação, não de uma identidade.
Também é uma identidade a expressão {\displaystyle (x+y)^{2}=x^{2}+2xy+y^{2}}, enquanto que {\displaystyle (x+y)^{2}=x^{2}+y^{2}} é apenas uma equação que tem como conjunto-solução o conjunto dos pares de números {\displaystyle (x,y)} tais que {\displaystyle x=0} ou {\displaystyle y=0.}
Alguns autores escrevem o símbolo ≡ (barra tripla) no lugar do símbolo de igual (=) para distinguir identidades de equações. Nesse contexto, o conhecimento de identidades ajuda a simplificar expressões e resolver problemas.
O símbolo ≡ pode ser usado em outras situações. Uma delas é para estabelecer uma nova notação. Outro uso frequente é em relações de congruência.
- Em álgebra, a identidade, também chamando o elemento identidade de um conjunto munido de uma operação binária, é o elemento neutro para aquela operação.
- Um caso particular dessa situação é a matriz identidade elemento do conjunto das matrizes quadradas de tamanho n. A matriz identidade, geralmente denotada por {\displaystyle I_{n}} é a matriz que tem 1 na diagonal principal e 0 em todas as outras posições. Se A for outra matriz qualquer, teremos {\displaystyle A\cdot I_{n}=I_{n}\cdot A=A}, o que mostra que {\displaystyle I_{n}} é neutro para a operação de multiplicação de matrizes.
- A função identidade de um conjunto C em si mesmo ({\displaystyle f:C\rightarrow C}), em geral denotada por {\displaystyle \mathrm {id} _{C}} ou {\displaystyle \mathrm {id} }, é a função que leva cada elemento em si mesmo. Em outras palavras, {\displaystyle \mathrm {id} (x)=x} para todo {\displaystyle x} em C. Essa função é um elemento identidade no conjunto de todas as funções de C em si mesmo em relação à composição de funções.